# Белых, Анна Михайловна
А́нна Миха́йловна Белы́х (род. 15 марта 1984, Москва, СССР) — российская спортсменка, член олимпийской сборной команды России по фристайлу на Олимпиаде в Турине. Мастер спорта международного класса по аэробике и фристайлу. Неоднократный серебряный (2003—2005) и бронзовый (2000 и 2001) призёр чемпионатов России, чемпион мира среди юниоров 2003 года. Тренеры: А. К. Берлинов и А. Л. Гребенников. Выступала за ЭШВСМ «Воробьёвы горы», ВФСО «Динамо», Москву, сборную команду России (с 1999 по 2006). До 12 лет занималась спортивной гимнастикой в ЦСКА, кандидат в мастера спорта России.
19 февраля 2006 года во время олимпийской тренировки неудачно приземлилась и получила тяжёлую травму — разрыв обеих крестообразных связок, менисков, боковой связки и капсулы сустава. На вертолёте её отправили в туринский госпиталь. В результате Анна была вынуждена завершить спортивную карьеру.